# Riseup
Riseup은 무료로 암호화 이메일과 vpn을 제공하는 미국의  비영리 단체이다.

## riseup vpn
riseup의 vpn은 리눅스, macOS, Microsoft Windows, 안드로이드에서 사용 가능하며. 로그를 저장하거나, 어떤 식으로든 사용자를 추적하지 않는다. 계정 등록등의 과정 없이 바로 사용할 수 있다.

## 이메일
riseup의 메일은 ip를 기록하지 않는 암호화 이메일 서비스이며 IMAP, POP3, 웹메일을 지원한다. 전체 디스크 암호화와 개인 암호화를 사용하고 있기 때문에 Riseup도 사용자의 이메일을 읽을 수 없다. 다만 가입은 기존 사용자의 초대가 있어야 가능하다.